# The Count of Tuscany
«The Count of Tuscany» es la sexta y la canción de mayor duración del álbum Black Clouds & Silver Linings de la banda Dream Theater. Se traduce al español como «El Conde de la Toscana». La letra, escrita por John Petrucci, comparte muchos temas como la hermandad, la guerra y tener los sentimientos heridos, se puede interpretar de muchas formas. La letra está basada en una experiencia real y personal de Petrucci.

## Personal
- James LaBrie - Voz
- John Petrucci - Guitarra y coros
- Jordan Rudess - Sintetizador, Lap Steel y Continuum Fingerboard.
- John Myung - Bajo
- Mike Portnoy - Batería

- Datos: Q6144290